# Hnilec, Slovacia
Hnilec este o comună slovacă, aflată în districtul Spišská Nová Ves din regiunea Košice. Localitatea se află la altitudinea de 669 m deasupra n.m., se întinde pe o suprafață de 27,08 km2 și în 2017 număra 421 de locuitori.

## Istoric
Localitatea Hnilec este atestată documentar din 1290.

## Demografie
| An:                | 1994 | 2004    | 2014    | 2024   |
| ------------------ | ---- | ------- | ------- | ------ |
| Număr de persoane: | 568  | 508     | 438     | 411    |
| Diferență:         |      | −10,56% | −13,77% | −6,16% |

| An:                | 2023 | 2024   |
| ------------------ | ---- | ------ |
| Număr de persoane: | 407  | 411    |
| Diferență:         |      | +0,98% |